# Mała Szapkiwka
Mała Szapkiwka (ukr. Мала Шапківка) – wieś na Ukrainie, w obwodzie charkowskim, w rejonie kupiańskim, w hromadzie Kupiańsk. W 2001 liczyła 77 mieszkańców.